# Orazio Lamberti
Orazio Lamberti (Cento, 1552 – 1612) è stato un pittore italiano.
Noto come Orazio da Asola, dal nome del comune mantovano presso il quale si trasferì nel 1567 e nel quale a lungo visse, nel 1586 fu al servizio del duca di Guastalla Ferrante II Gonzaga, a fianco del pittore cremonese Bernardino Campi.

## Opere
- Assunzione della Vergine, pala d'altare, Chiesa di Santa Maria, Asola
- Pala d'altare, Chiesa prepositurale di Sant'Erasmo, Castel Goffredo
- Dipinti, Palazzo Colloredo, Mantova[3]
- Affreschi, Chiesa di San Pietro al Po, Cremona[4]
- Affreschi, chiesa di Santa Maria del Corlo, Lonato del Garda[5]